# Jules Heyer
Pour les articles homonymes, voir Heyer.
Jules Heyer, né le 9 mars 1818 à Ober Schönfeld (désormais Krasnik Gorny) en Silésie (alors en Prusse, désormais en Pologne), est un facteur d'orgues protestant qui, installé à Quimper depuis 1847, construisit ou restaura les orgues de la cathédrale Saint-Corentin et de l'hôpital Gourmelen à Quimper, de l'église Saint-Herlé de Ploaré, de l'église de Lannilis, de la maison Saint-Joseph à Saint-Pol-de-Léon, des églises de Crozon, d'Auray, de Prat, de Rumengol, du Faou, de Pleyben, de la basilique Notre-Dame-du-Paradis à Hennebont, de Lannion, de Saint-Thégonnec, de l'église Saint-Pierre de Plougasnou, de Brélévenez. Il est décédé, sans ressources, le 5 janvier 1900 au couvent des Augustines de Pont-l'Abbé où il s'était retiré.

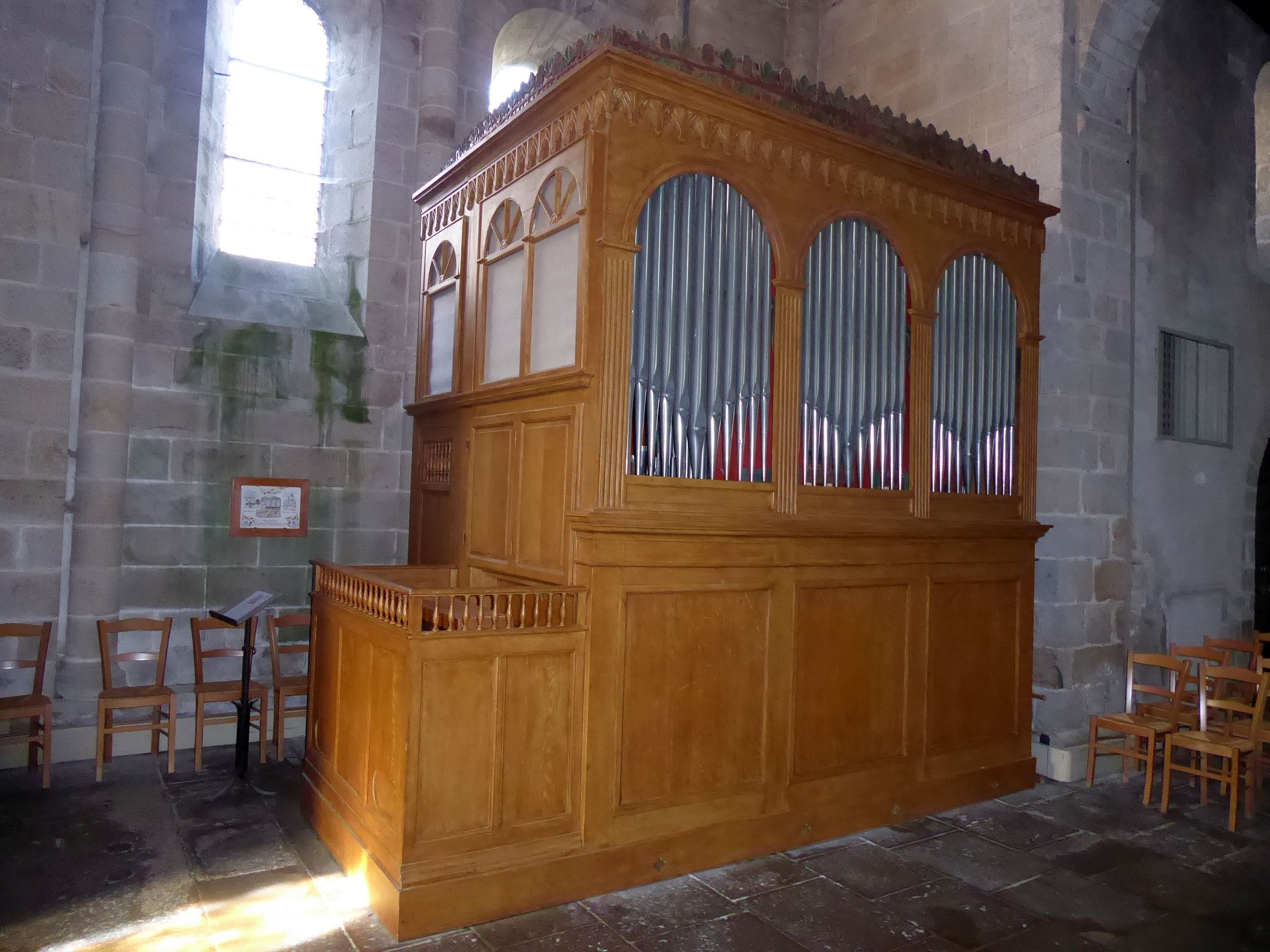
L'orgue de l'hôpital Gourmelen transféré dans l'église de Locmaria à Quimper.
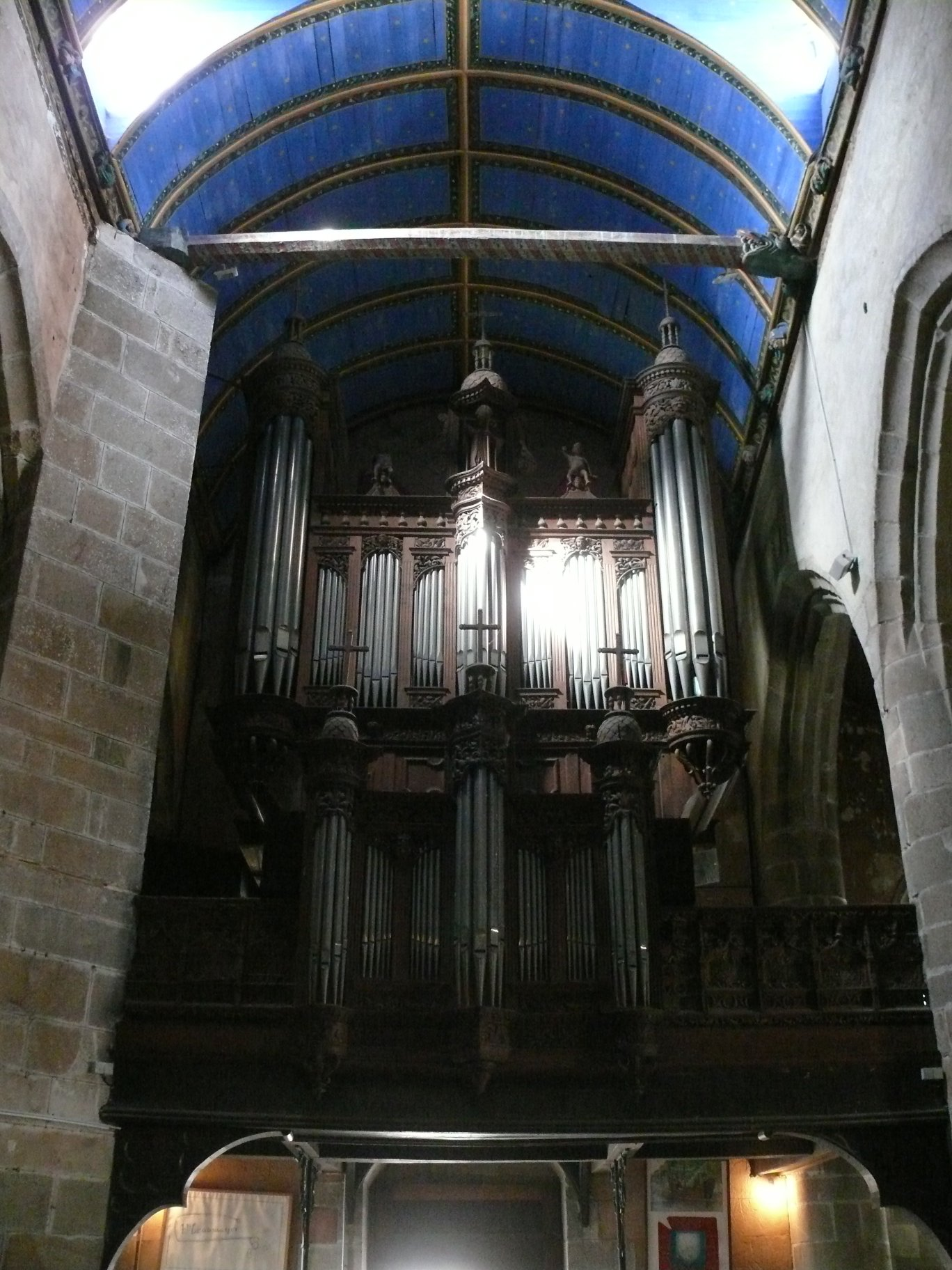
Les orgues de l'église Saint-Mélaine de Morlaix (buffet de Thomas Dallam, instrument reconstruit par Jules Heyer).